# 林慧思事件
林慧思事件，或稱為「林老師事件」，發生於2013年8月4日中午在香港旺角西洋菜街行人專用區內的群眾集結事件，當日數千人集結旺角行人專用區，支持或抗議由香港親共組織「香港行動」及李偲嫣的所謂「香港家長聯會」所舉辦，並以「支持警隊嚴正執法 粗鄙文化遠離學園」為題的論壇，事件緣於7月14日教師林慧思與警員的爭執而觸發，爭執片段因被上載至網上影片網站Youtube而引起廣泛關注。事件中的小學教師以部分不當的語言（包括粗言穢語）指罵警員不執法，警員亦被指處理示威者的手法欠效率，引起雙方支持者於西洋菜街對峙對罵六小時，並引發小街頭暴力。

## 事件經過

### 起因

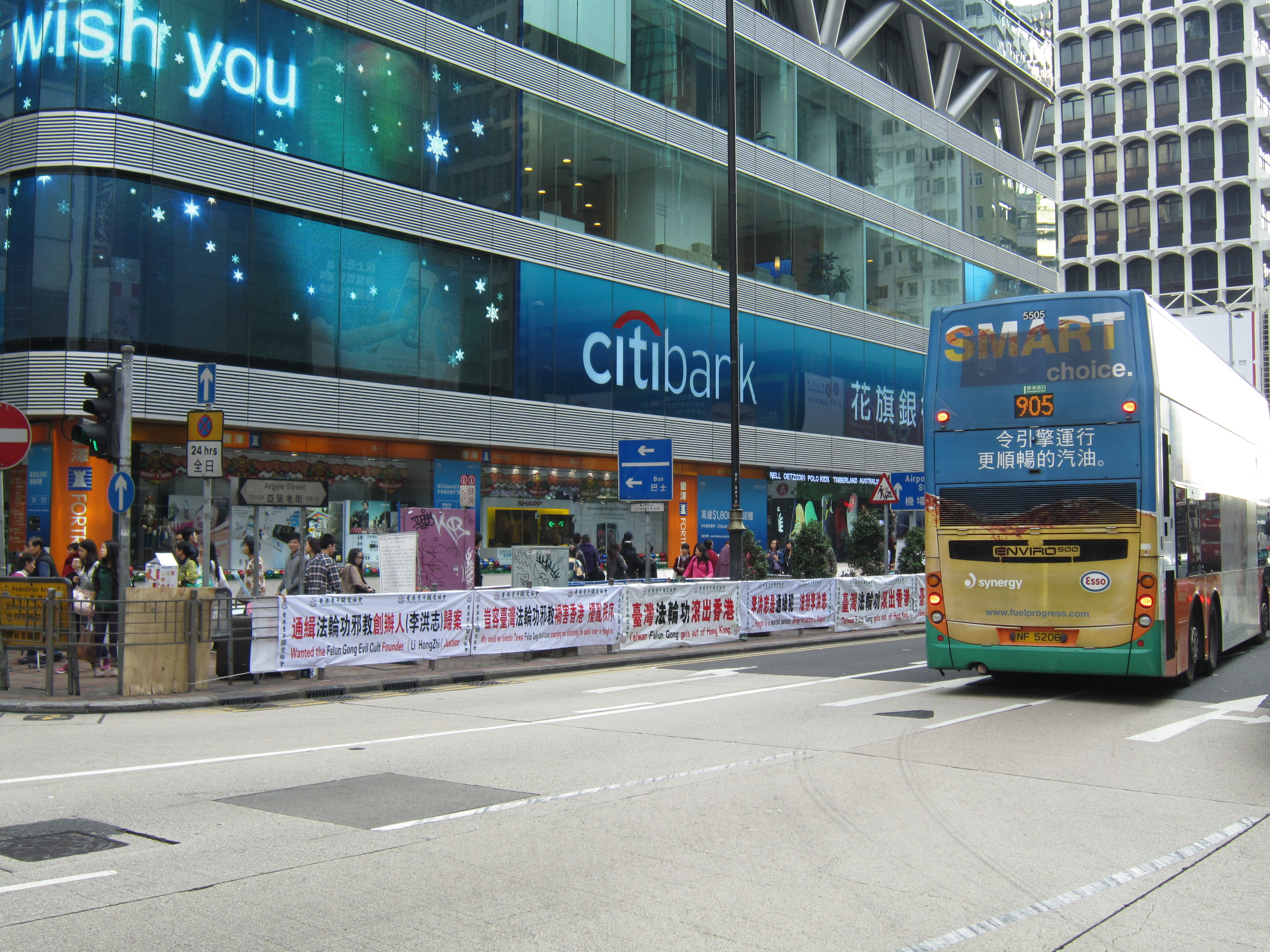
香港青年關愛協會懸掛在旺角惠豐中心外面的反法輪功橫額

事件起於2013年7月14日，法輪功與「香港青年關愛協會」（青關協）在旺角西洋菜街因橫額問題發生衝突，警方到場築起封鎖線，封鎖線引起一名女教師林慧思不滿，因而進入警方封鎖線與警員理論，質疑對方處理衝突的手法而出言譴責，期間其言論更涉及一些惡言指罵以抒發不滿情緒，其後事件過程被拍成短片段於網上瘋傳。 

### 經過
8月4日下午二時，約3,000人集結旺角西洋菜街，當中包括人民力量、熱血公民等多個民間政治團體聲援林慧思，與為反對林的親共圑體互相對罵，甚至動手推撞，並需由警方分隔。隨後警方架起鐵馬實施人潮管制，附近商店更落半閘避開示威人潮。最終論壇舉行不足一小時腰斬，但人群仍未散去，更演變成罵戰直到黃昏。其間「香港人優先」成員招顯聰一度被指搶警槍而遭帶上警車，在旺角警署被扣查近三小時後於傍晚獲釋，警方事後將案件列作「一場誤會」。

### 後期發展
旺角千人集結事件在8月4日結束後，林慧思事件仍在發酵。七日後，香港行政長官梁振英落區到天水圍視察時，有現場發問人士重提事件，特首於是要求教育局長就林慧思事件提交報告，並以警隊重案組跟進林慧思在公眾地方行為不檢和阻差辦公。
2014年2月13日，教育局向行政長官梁振英提交去年林慧思事件的報告，教育局局長吳克儉期望，給予空間學校回復正常。林慧思表示，自己喜歡當老師，能重過喜歡的生活感到很開心，復工是遵照醫生的建議，假期時亦有備課作準備。 林慧思說，一直沒看過學校有關調查她報告的內容，她曾與校方協商，待報告提交特首後，研究是否透過私隱條例索閱報告。林慧思又指，不擔心梁振英看過報告後對她有任何跟進行動，表示會隨遇而安。

## 各方回應

### 支持者
- 謎米香港網站主持蕭若元認為林老師所說的並非粗口，「FUCK」在外國電影經常出現，不能和傳統以男女性生殖器為詞的廣東粗口雙題並論，而林所說的不是針對警員，只是形容當時環境的荒謬，更認為政府組織個別團體刻意針對個人及反對者的示威行為，是法西斯政府所為。(當時網上仍未放出林慧思最新的中文粗口版本。)[6] [7] 譴責警方對關青協過往行為視若無睹，欺善怕惡、執法不公。[8]
- 香港立法會獨立議員黃毓民認為林老師所說的只是粗俗話並非粗口，加上不是在學校向學生說，根本不是問題。共產黨外圍組織搭建講台，文革式批判一個人，做法荒謬可恥，而有現役警員上台發言，嚴重違反了警隊政治中立，必須加以譴責及向監警會投訴。[9]
- D100電台主持鄭經翰認為香港一向是「示威之都」，有表達意見的言論自由，而愛港力、關青協等親建制組織阻礙他人表達意見，嚴重影響香港一向引以為傲的一國兩制自由指標。更認為當日有現役警員上台發言，完全違法政治中立及違反警例，當日警方屈市民搶槍，事後又說「一場誤會」，做法十分可恥。認為林老師所說的並非辱罵警員，沒有個人針對性，只是對現場環境不滿而說的氣話。[10]
- Myradio網上節目「傾偈會」主持黃洋達認為林老師事件是土共集團對香港故有的言論自由進一步打壓，林老師事件是悍衛香港核心價值的「橋頭堡」，呼籲支持林老師的市民到旺角論壇抗議。[11]
- 公民黨認為，梁振英有權有勢，不公平處理警民衝突，反而借題發揮，動用整個政府的力量窮追猛打對付一名教師，以圖收殺雞儆猴之效。梁振英挑撥離間，撕裂香港，其心可誅。[12]
- 教協會長馮偉華指事件原本是小事，批評政府本應平息事件，但特首要求教育局就林慧思事件提交報告，引起高度關注。其有關做法只會火上加油，為教師及學校帶來很大壓力，製造白色恐怖。[13]
- 藝人黃秋生稱：「家長聯會要求粗鄙文化遠離校園為由針對林老師，首先粗鄙遠離校園都冇用，因為粗鄙就喺佢哋身邊。」「警察怕比人Fxxk， 警察以前FxxK得人少咩？」[14]

### 批評者
- 「香港家長聯會」會長李偲嫣否認論壇是批判大會：「我哋唔係蝦(欺負)林慧思，係佢蝦(欺負)我哋同香港警察」，更指摘林「有病」、「佢情緒失控」，應向醫生求診。
- 特首梁振英8月11日落區到天水圍與市民會面時宣佈，要求教育局局長吳克儉提交報告，研究林老師有否違反教師操守。梁批評市民多次挑釁警方：「好多集會場合，有人故意喺警察耳邊大聲吹哨子，有人咬警察，喺警察面前做不文手勢，向警察用粗言穢語辱罵。呢啲大家有目共睹，亦都可以睇到警察忍讓。我哋唔能夠俾社會上少數人利用、濫用警隊執法時嘅忍讓態度。」[15]
- 民建聯立法會議員葉國謙認為，特首要教育局就林慧思事件提交報告，是出於對社會的關心，做法非常正常的。認為林慧思為人師表，不應「教壞細路」，不可以以所謂「正義」的理由，辱罵警員[16]。
- 「愛港之聲」主席高達斌表示林慧思至今仍拒绝道歉，无诚意改正，如果继续下去校方应考虑将其辞退。但他同时也表示不支持“爱港力”在学校外抗议的行为，认为这是“以暴易暴”。[17]
- 港区人大代表陳勇认为林慧思满口粗言秽语，没有尊重警方，蔑视法制，与香港的核心价值相违背；同时他还指出个别媒体和政客将林慧思当“英雄”的行为是“只看立场，不问是非”，这种颠倒黑白的行为会教坏下一代。[18]